# Милан Обрадович
Милан Обра́дович (серб. Милан Обрадовић / Milan Obradović; нар. 3 серпня 1977, Белград) — колишній сербський футболіст, захисник. Після завершення ігрової кар'єри — тренер.

## Біографія

### Клубна кар'єра
Розпочав кар'єру в клубі «Обилич» з рідного міста. В 2000—2001 роках виступав за національну збірну Югославії, зіграв 7 матчів.

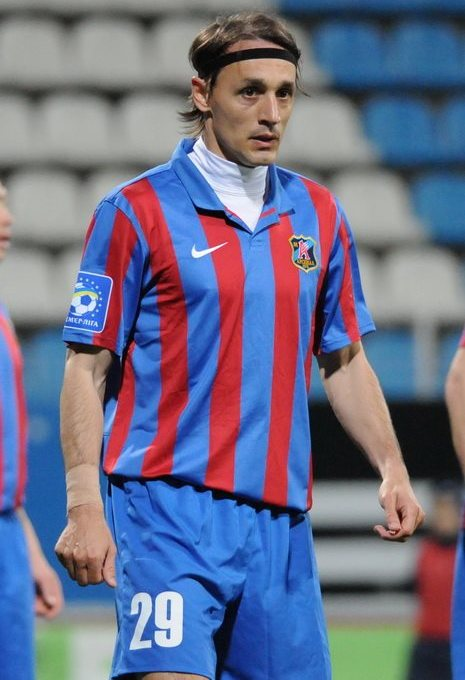
Мілан Обра́дович під час виступів за київський «Арсенал». 14 квітня 2013 року.

На початку 2001 року перейшов у московський «Локомотив», з яким в першому ж сезоні виграв чемпіонат Росії та став володарем кубку. У Лізі чемпіонів провів 12 ігор у складі московського «Локомотива» (сезони 2001–2002 і 2002–2003) і одну гру в Кубку УЄФА (в сезоні 2001–2002).
З 2003 по 2006 рік виступав за менхенгладбахську «Боруссію», сербські «Раднички» та грецький «Акратітос», проте в жодному клубі на довго не затримався.
Влітку 2006 року підписав контракт з харківським «Металістом», де відразу став основним гравцем команди і до 2011 року був незмнінним основним центральним захисником команди, після чого поступово став здавати позиції.
28 лютого 2013 року перейшов на правах оренди до кінця сезону в київський «Арсенал», де вже за два дні дебютував в першому турі весняної частини чемпіонату проти «Дніпра» (0-3). Всього за канонірів провів 11 матчів.
Влітку 2013 року підписав контракт за схемою 1+1 з «Партизаном», в якому провів один сезон, після чого 27 липня 2014 став гравцем іншого столичного клубу ОФК Белград, проте на поле виходив рідко і вже 17 січня 2015 року оголосив про завершення кар'єри гравця.

### Кар'єра в збірній
У 2000—2001 роках виступав за національну збірну Союзної Республіки Югославії, зіграв 7 матчів. Ще до того брвав участь у складі молодіжної збірної у матчах кваліфікації на молодіжне Євро-2000, в якій югослави поступились у плей-оф англійцям.

### Тренерська кар'єра
Тренерську кар'єру починав у сербському клубі «Напредак» і словенському «Копері», працюючи помічником Славко Матича. В березні 2016 року, після відставки головного тренера, очолив тренерський штаб «Копера».

## Досягнення

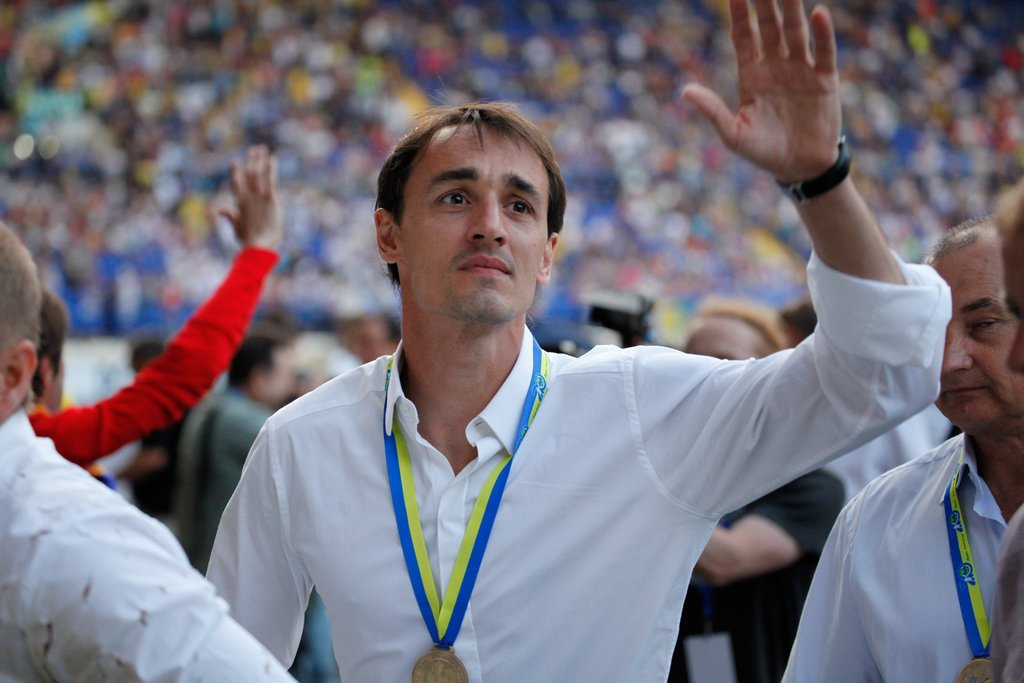
Милан Обрадович святкує бронзові медалі чемпіонату України сезону 2010/11

- Срібний призер чемпіонату Югославії (1): 1999
- Бронзовий призер чемпіонату Югославії (2): 2000, 2001
- Чемпіон Росії: 2002
- Володар Кубка Росії: 2001
- Володар Суперкубка Росії: 2003
- Бронзовий призер чемпіонатів України (6): 2007, 2008, 2009, 2010, 2011, 2012
- Срібний призер чемпіонату України (1): 2013
- Срібний призер чемпіонату Сербії: 2014

## Статистика за сезонами
| Сезон     | Клуб                       | Матчі | Голи |
| --------- | -------------------------- | ----- | ---- |
| 1998-1999 | «Обилич» (Белград)         | 7     | 0    |
| 1999-2000 | «Обилич» (Белград)         | 26    | 1    |
| 2000-2001 | «Обилич» (Белград)         | 28    | 2    |
| 2001      | «Локомотив» (Москва)       | 22    | 2    |
| 2002      | «Локомотив» (Москва)       | 17    | 0    |
| 2003      | «Локомотив» (Москва)       | 3     | 0    |
| 2003-2004 | «Боруссія» (Менхенгладбах) | 8     | 0    |
| 2004-2005 | «Раднички» (Белград)       | 6     | 0    |
| 2005-2006 | «Акратітос» (Ано-Ліосія)   | 14    | 0    |
| 2006-2007 | «Металіст» (Харків)        | 27    | 0    |
| 2007-2008 | «Металіст» (Харків)        | 25    | 1    |
| 2008-2009 | «Металіст» (Харків)        | 28    | 5    |
| 2009-2010 | «Металіст» (Харків)        | 26    | 1    |
| 2010-2011 | «Металіст» (Харків)        | 26    | 0    |
| 2011-2012 | «Металіст» (Харків)        | 14    | 0    |
| 2012-2013 | «Металіст» (Харків)        | 1     | 0    |
| 2012-2013 | «Арсенал» (Київ)           | 11    | 0    |
| 2013-2014 | «Партизан» (Белград)       | 22    | 1    |
| 2014-2015 | ОФК (Белград)              | 5     | 0    |